# 迈卡·博伊德
迈卡·博伊德（英語：Micah Boyd，1982年4月6日—），美国男子赛艇运动员。他曾代表美国参加2008年夏季奥林匹克运动会赛艇比赛，获得男子八人单桨有舵手铜牌。